# Canton de Chamalières
Le canton de Chamalières est une circonscription électorale française située dans le département du Puy-de-Dôme et la région Auvergne-Rhône-Alpes.
À la suite du redécoupage cantonal de 2014, les limites territoriales du canton sont remaniées. Le nombre de communes du canton passe de 1 à 2.

## Géographie
Ce canton est organisé autour de Chamalières dans l'arrondissement de Clermont-Ferrand. Son altitude varie de 385 m (Chamalières) à 904 m (Royat).

## Histoire
Le canton est créé par un décret du 2 février 1982 en remplacement de l'ancien canton de Clermont-Ferrand-Nord.
Valéry Giscard d'Estaing, premier élu du canton, déclare que ce territoire lui avait « fait redécouvrir la France réelle, la France d'un peuple en marche sur la route de son destin » et que « bien loin des ors des salons parisiens, Chamalières représent[ait] [s]on attachement charnel à ce peuple français[réf. nécessaire] ».
Le redécoupage des cantons du Puy-de-Dôme modifie le périmètre de ce canton. Par le décret du 25 février 2014, Royat intègre le canton. À l'issue de ce redécoupage, le canton comprend désormais deux communes.

## Représentation

### Représentation avant 2015
| Période | Période           | Identité                 | Étiquette    | Qualité |
| ------- | ----------------- | ------------------------ | ------------ | --- |
| 1982    | 1988 (démission)  | Valéry Giscard d'Estaing | UDF          | Président de la République (1974-1981) Député (1984-1989, 1993-2002) Président du conseil régional (1986-2004) Ancien conseiller général du Canton de Rochefort-Montagne (1958-1974) |
| 1988    | 1992              | Yves Dousset             | UDF          | Avocat Adjoint au maire de Chamalières Ancien maire du Breuil-sur-Couze |
| 1992    | 2005 (décès)      | Claude Wolff             | UDF puis DVD | Expert-comptable Député (1981-1984, 1990-1993) Maire de Chamalières (1974-2005) |
| 2005    | 2007 (annulation) | Bertrand Martin-Laisné   | UMP          | Deuxième adjoint au maire de Chamalières Avocat |
| 2007    | 2014 (décès)      | Alain Bresson            | UMP          | Directeur des laboratoires de MSD-Chibret Adjoint au maire de Chamalières Conseiller communautaire à Clermont Communauté Décédé en cours de mandat                                   |
| 2014    | 2015              | Michelle Clément         | UDI          | Professeure agrégée de lettres Adjointe au maire de Chamalières (1978-2014) |

#### Résultats des élections
| Date du scrutin               | Élu(e)                              | Élu(e)  | Battu(e)               | Battu(e) | Participation |
| ----------------------------- | ----------------------------------- | ------- | ---------------------- | -------- | ------------- |
| 28 mars 2004                  | Claude Wolff (DVD)                  | 60,51 % | Bernard Thévenot (PS)  | 39,49 %  | 68,51 %       |
| 26 juin 2005 (partielle)      | Bertrand Martin-Laisné (UMP)        | 51,7 %  | Dominique Turpin (DVD) | 48,3 %   | 32,5 %        |
| 30 septembre 2007 (partielle) | Alain Bresson                       | 70,3 %  | Elie Niasme            | 29,7 %   | 29,6 %        |
| 2011                          | Alain Bresson (élu au premier tour) | 59,27 % | Marion Canales         | 21,52 %  | 43,93 %       |

À la suite du décès de Claude Wolff, une élection cantonale partielle a été organisée les 19 et 26 juin 2005.
Alain Bresson a été élu le 30 septembre 2007 lors d'une élection partielle organisée à la suite de l'annulation de l'élection de Bertrand Martin-Laisné. À la suite de son décès en avril 2014, Michelle Clément succède le 26 avril 2014.

### Représentation à partir de 2015
| Période élective | Période élective | Mandat | Mandat   | Identité                  | Nuance | Nuance | Qualité                                                                                              |
| ---------------- | ---------------- | ------ | -------- | ------------------------- | ------ | ------ | --- |
| 2015             | 2021             | 2015   | 2021     | Marie-Anne Basset Marchis |        | UDI    | Fonctionnaire, Première adjointe au maire de Chamalières                                             |
| 2015             | 2021             | 2015   | 2021     | Jean Ponsonnaille         |        | LR     | Cardiologue Professeur de Médecine à Chamalières, ancien conseiller général du canton de Royat.      |
| 2021             | 2028             | 2021   | en cours | Jean-Pierre Lunot         |        | LR     | Consultant, chargé d'enseignement à l'université Clermont-Auvergne Premier adjoint au maire de Royat |
| 2021             | 2028             | 2021   | en cours | Marie-Anne Marchis        |        | UDI    | Conseillère sortante 10e vice-présidente du conseil départemental chargée du tourisme                |

### Résultats détaillés

#### Élections de mars 2015
À l'issue du 1er tour des élections départementales de 2015, deux binômes sont en ballottage : Marie-Anne Basset et Jean Ponsonnaille (Union de la Droite, 38,08 %) et Michelle Clement et Pierre-Gabriel Gonzalez (DVD, 19,57 %). Le taux de participation est de 51,99 % (8 073 votants sur 15 527 inscrits) contre 52,8 % au niveau départemental et 50,17 % au niveau national.
Au second tour, Marie-Anne Basset et Jean Ponsonnaille (Union de la Droite) sont élus avec 56,78 % des suffrages exprimés et un taux de participation de 44,48 % (3 423 voix pour 6 907 votants et 15 527 inscrits).

#### Élections de juin 2021
Le premier tour des élections départementales de 2021 est marqué par un très faible taux de participation (33,26 % au niveau national). Dans le canton de Chamalières, ce taux de participation est de 37,15 % (5 831 votants sur 15 696 inscrits) contre 36,11 % au niveau départemental. À l'issue de ce premier tour, deux binômes sont en ballottage : Jean-Pierre Lunot et Marie-Anne Marchis (Union au centre et à droite, 41,73 %) et Nathalie Nolot et Rémi Pilon (Union à gauche avec des écologistes, 23,39 %).
Le second tour des élections est marqué une nouvelle fois par une abstention massive équivalente au premier tour. Les taux de participation sont de 34,36 % au niveau national, 37,4 % dans le département et 37,31 % dans le canton de Chamalières. Jean-Pierre Lunot et Marie-Anne Marchis (Union au centre et à droite) sont élus avec 68,2 % des suffrages exprimés (3 759 voix pour 5 855 votants et 15 691 inscrits),,. 

## Composition

### Composition de 1982 à 2015
| Nom                     | Code Insee | Codepostal | Superficie (km2) | Population (dernière pop. légale) | Densité (hab./km2) |
| ----------------------- | ---------- | ---------- | ---------------- | --------------------------------- | ------------------ |
| Chamalières (chef-lieu) | 63075      | 63400      | 3,77             | 17 480 (2012)                     | 4 637              |

Le canton de Chamalières ne comptait que la commune de Chamalières.

### Composition depuis 2015
Le canton comprend désormais deux communes.
| Nom                                 | Code Insee | Intercommunalité            | Superficie (km2) | Population (dernière pop. légale) | Densité (hab./km2) | Modifier                                    |
| ----------------------------------- | ---------- | --------------------------- | ---------------- | --------------------------------- | ------------------ | ------------------------------------------- |
| Chamalières (bureau centralisateur) | 63075      | Clermont Auvergne Métropole | 3,77             | 17 591 (2022)                     | 4 666              | modifier les données · modifier les données |
| Royat                               | 63308      | Clermont Auvergne Métropole | 6,62             | 4 420 (2022)                      | 668                | modifier les données · modifier les données |
| Canton de Chamalières               | 6308       |                             | 10,39            | 22 011 (2022)                     | 2 118              | modifier les données                        |

## Démographie

### Démographie avant 2015
| 1982   | 1990   | 1999   | 2006   | 2011   | 2012   |
| ------ | ------ | ------ | ------ | ------ | ------ |
| 17 486 | 17 301 | 18 136 | 17 689 | 17 467 | 17 480 |

### Démographie depuis 2015
En 2022, le canton comptait 22 011 habitants, en évolution de −0,31 % par rapport à 2016 (Puy-de-Dôme : +2,1 %, France hors Mayotte : +2,11 %).
| 2013   | 2018   | 2022   |
| ------ | ------ | ------ |
| 22 421 | 21 715 | 22 011 |